# Que l'amour est bizarre
Albums de Michel Berger
Chansons pour une fan
(1974) Mon piano danse
(1976)
Singles
1. L'amour est là
Sortie : janvier 1975
2. Seras-tu là ?
Sortie : septembre 1975

Que l'amour est bizarre, sorti en 1975, est le 3e album album studio de Michel Berger. 
Berger a connu, l'année précédente, un succès en tant qu'auteur-compositeur en écrivant La Déclaration, tube qui relança la carrière de France Gall. Tandis qu’en tant que chanteur, il n'a connu qu'un seul succès. Cet album, qui n'a pas obtenu l’audience espérée à l'époque de sa sortie, connaîtra un succès tardif grâce à Seras-tu là ?
On retient aussi L'amour est là, premier single extrait de l'album.

## Titres
Toutes les chansons sont écrites et composées par Michel Berger.
| 1.    | Médina                   | 3:58 |
| 2.    | L'Enfant triste          | 3:26 |
| 3.    | Qui m'attend             | 3:00 |
| 4.    | Où es-tu ?               | 3:00 |
| 5.    | L'amour est là,          | 2:14 |
| 6.    | Ose                      | 1:03 |
| 7.    | Seras-tu là ?            | 3:38 |
| 8.    | Si tu écoutes mes doigts | 0:55 |
| 9.    | Laisse-toi vivre         | 3:22 |
| 10.   | J'aime                   | 2:36 |
| 11.   | L'amour existe encore    | 3:13 |
| 12.   | Que l'amour est bizarre  | 3:10 |
| 34:43 |                          |      |